# Eskilstuna
Eskilstuna – miasto (tätort) w środkowej Szwecji, w regionie administracyjnym (län) Södermanland. Ośrodek administracyjny (centralort) gminy Eskilstuna. Do 1970 roku Eskilstuna miała administracyjny status miasta.
Największy pod względem zaludnienia tätort regionu administracyjnego (län) Södermanland. W 2015 roku Eskilstuna liczyła 67 359 mieszkańców.

## Położenie
Eskilstuna jest położona w północno-zachodniej części prowincji historycznej (landskap) Södermanland nad rzeką Eskilstunaån, ok. 100 km na zachód od Sztokholmu.

## Demografia
Liczba ludności tätortu Eskilstuna w latach 1960–2015:

## Gospodarka
W Eskilstunie mieszczą się zakłady przemysłowe międzynarodowych firm takich jak Volvo Construction Equipment produkujące m.in. wozidła i ładowarki, odlewnia aluminium International Aluminium Casting, producent zamków i kluczy Assa Abloy.

## Sport
Ośrodek sportu żużlowego. Miejscowa drużyna żużlowa – Smederna Eskilstuna rywalizuje w rozgrywkach szwedzkiej Elitserien. Od 2005 do 2007 miasto gościło jeden z turniejów wyłaniających mistrza świata – Grand Prix Szwecji.